# Желтополосый селар
Желтополосый селар (лат. Selaroides leptolepis) — вид небольших стайных морских лучепёрых рыб из монотипического рода Selaroides семейства ставридовых (Carangidae).
Рыбы с серебристой чешуёй, достигают 22 см в длину и веса 625 граммов. Тело удлинённое, сильно сжатое по бокам. Как и другие представители семейства ставридовых имеют два спинных плавника: спереди короткий колючий, второй плавник длиннее. На хвостовом стебле и вдоль боковой линии в задней части тела хорошо выражены костные пластины-кили.
Предпочитает тёплые воды тропических морей, ареал лежит в Тихом и Индийском океанах. Встречается от Персидского залива до Филиппин, от Японии до Арафурского моря и у берегов Австралии.
Обитает в прибрежных водах континентального шельфа на глубинах от 1 до 25 метров. Иногда поднимается в пресноводные акватории, встречаются в пресной воде приливной зоны в дельте Меконга. Питаются остракодами, брюхоногими и другими беспозвоночными, но также мелкой рыбой.
Имеет важное промысловое значение. Основные экспортеры Вьетнам и Таиланд, где выловленная рыба обычно и перерабатывается.

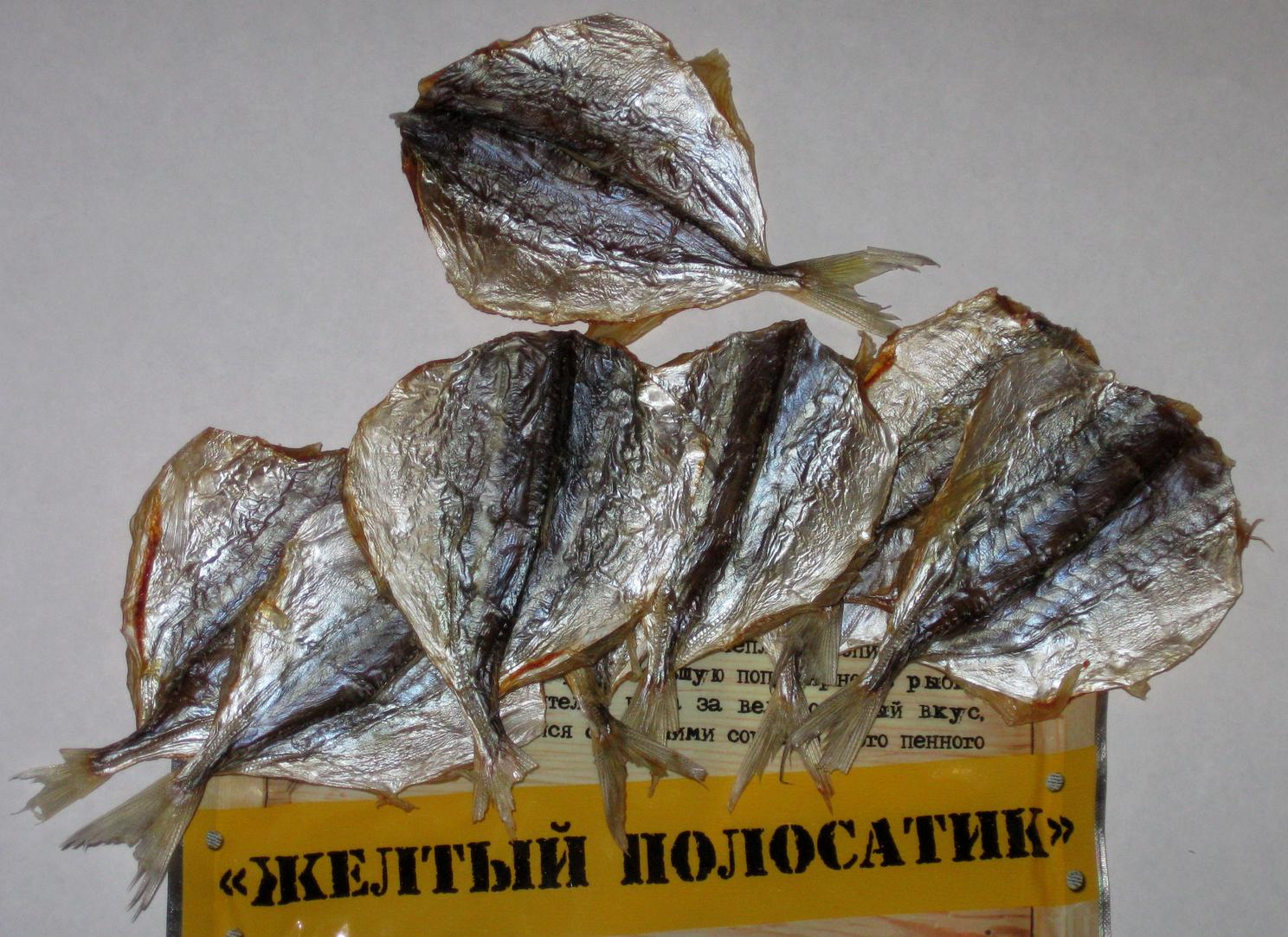
Содержимое упаковки с продуктом «Жёлтый полосатик»

В России продукт переработки этой рыбы известен под названием «Жёлтый полосатик» — популярная сухая закуска, готовая к употреблению. В некоторых случаях, производителем на упаковке указывается русское название рыбы — желтополосый селар.